# DLNA
Organizace Digital Living Network Alliance (DLNA, v překladu Aliance digitální bytové sítě) byla jako nezisková obchodní společnost založena firmou Sony v červnu 2003 pro stanovení norem pro interoperatibilitu, která umožní sdílení digitálních multimédiálních zařízení. Tyto směrnice jsou založené na stávajících veřejných standardech. Tyto směrnice samotné jsou soukromé, ale bezplatně k dispozici. Vymezují způsoby užití standardů pro dosažení propojitelnosti (interoperability) a obsahují a povolují především jen velmi málo volných zvukových formátů a jen nejběžnější volné formáty videosouborů, takže DLNA servery obecně musí podporovat převod kódů pro poskytování služeb běžným uživatelům.
DLNA používá univerzální správu připojení Universal Plug and Play (UPnP), jejich identifikaci a ovládání. Tato správa UPnP stanovuje typ zařízení podporovaná organizací DLNA ("server", "renderer", "ovladač") a mechanizmus přístupu sítě k mediím. Směrnice DLNA pak uplatňují vrstvu ("layer") omezení typů formátů souborů, kódování a rozlišení, která musí zařízení podporovat.
Do února 2013

byl udělen status certifikace ("DLNA Certified") 18 000 různých modelů zařízení, označených logem na jejich obalu, které stvrzuje jejich propojitelnost s ostatními přístroji.

Odhaduje se, že do roku 2010 bylo instalováno přes 440 miliónů takto certifikovaných přístrojů v domácnostech uživatelů - od digitálních kamer po herní konzole a televizory.